# Saint-Sépulcre d'Angers
Pour les articles homonymes, voir Église du Saint-Sépulcre.
Le Saint-Sépulcre d'Angers est un mémorial situé à Angers, dans le département de Maine-et-Loire, en France. C'est une réplique de la rotonde de la basilique du Saint-Sépulcre de Jérusalem, avec en son centre, l'édicule, le tombeau de Jésus-Christ. Une réplique complète de la basilique se trouve au Mount St. Sepulchre Franciscan Monastery (en) à Washington aux États-Unis. Il existe aussi une copie du tombeau à Görlitz en Allemagne.
Il s'agit d'un mémorial, et non d'une église puisque ce monument n'est pas consacré. La congrégation des Servantes des pauvres d'Angers (fondée en 1872 par dom Camille Leduc), située à côté de ce lieu de mémoire, en assure aujourd'hui l'entretien et la visite.

## Histoire
L'édification d'une réplique du Saint-Sépulcre de Jérusalem est l'œuvre de Monseigneur Henri Potard. « J'ai pensé aux si nombreux fidèles qui ne pourront jamais aller en Terre sainte. » Ce prélat angevin, né en 1866, conduisit soixante-douze pèlerinages en Palestine, dans les rudes conditions de l'époque (bateau, dos d'âne, train, incertitudes politiques et militaires...). Il en rapporta la plupart des matériaux et objets nécessaires à la décoration du monument. La construction, située dans sa propriété familiale, débute en 1931 et s'achève en 1935.

## L'architecture du monument

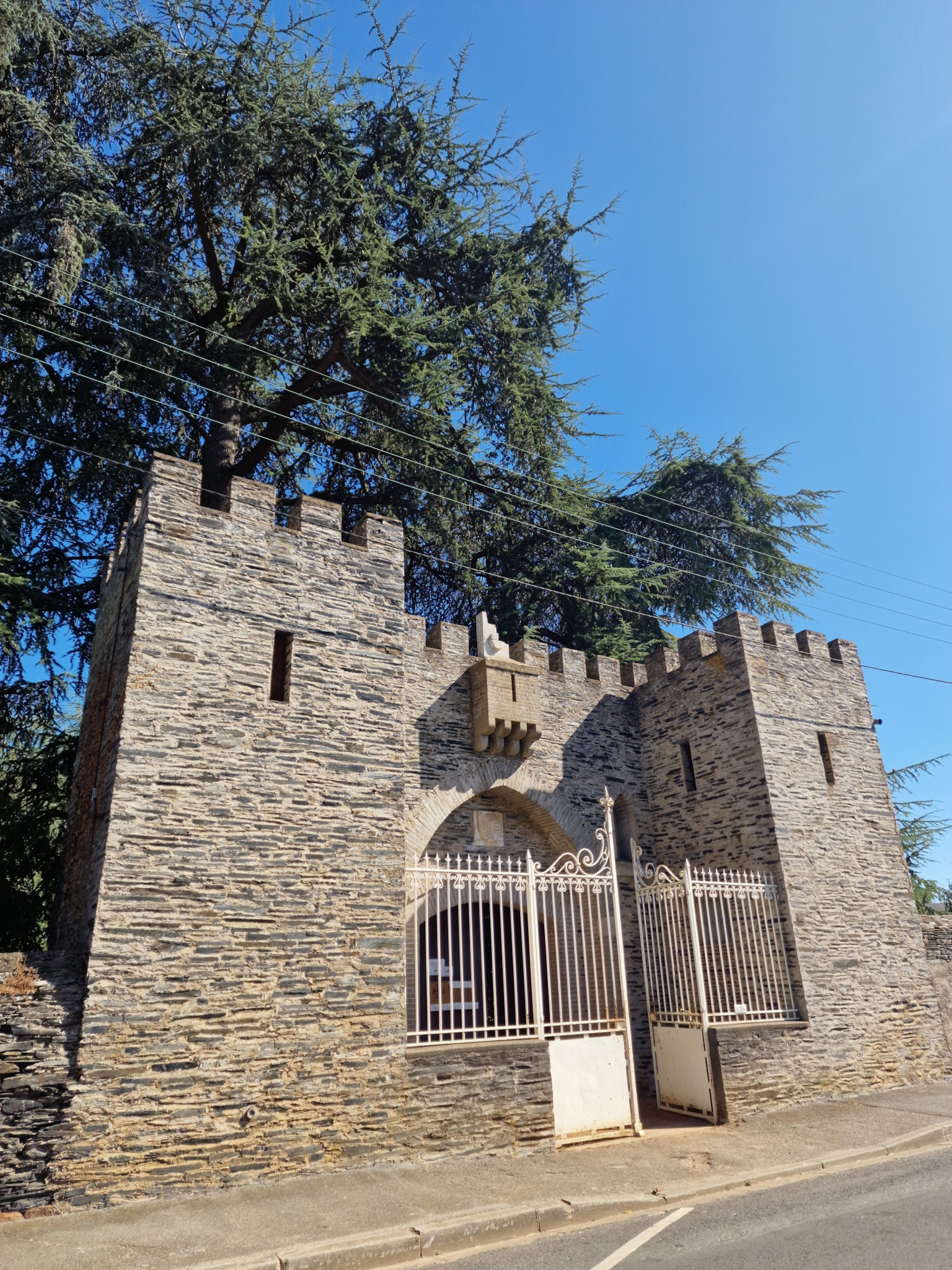
Entrée du domaine du Saint Sépulcre à Angers (rue de Ballée).

L'ouvrage est situé rue de Ballée, dans le quartier des Justices. Un portail monumental en schiste ardoisier, avec deux tours crénelées de style néo-gothique, donne sur une allée encadrée de cèdres du Liban qui mène jusqu'au mémorial, qui de ce fait est peu visible de la rue. 
Ce qui n'était pas le cas en 1936, tel que cela est visible sur une carte postale d'époque, acquise par les Archives municipales d'Angers. 

Construit en béton armé, il se compose d'une rotonde couronnée d'une coupole et entourée d'une galerie, ou déambulatoire. L'ensemble a 24 mètres de diamètre et, à l'intérieur, la coupole s'élève à 22 mètres. Huit fenêtres éclairent la lanterne qui en constitue le sommet. Une croix de fer dominait le monument. Elle a dû être descendue en raison du mauvais état de son assise de béton. 

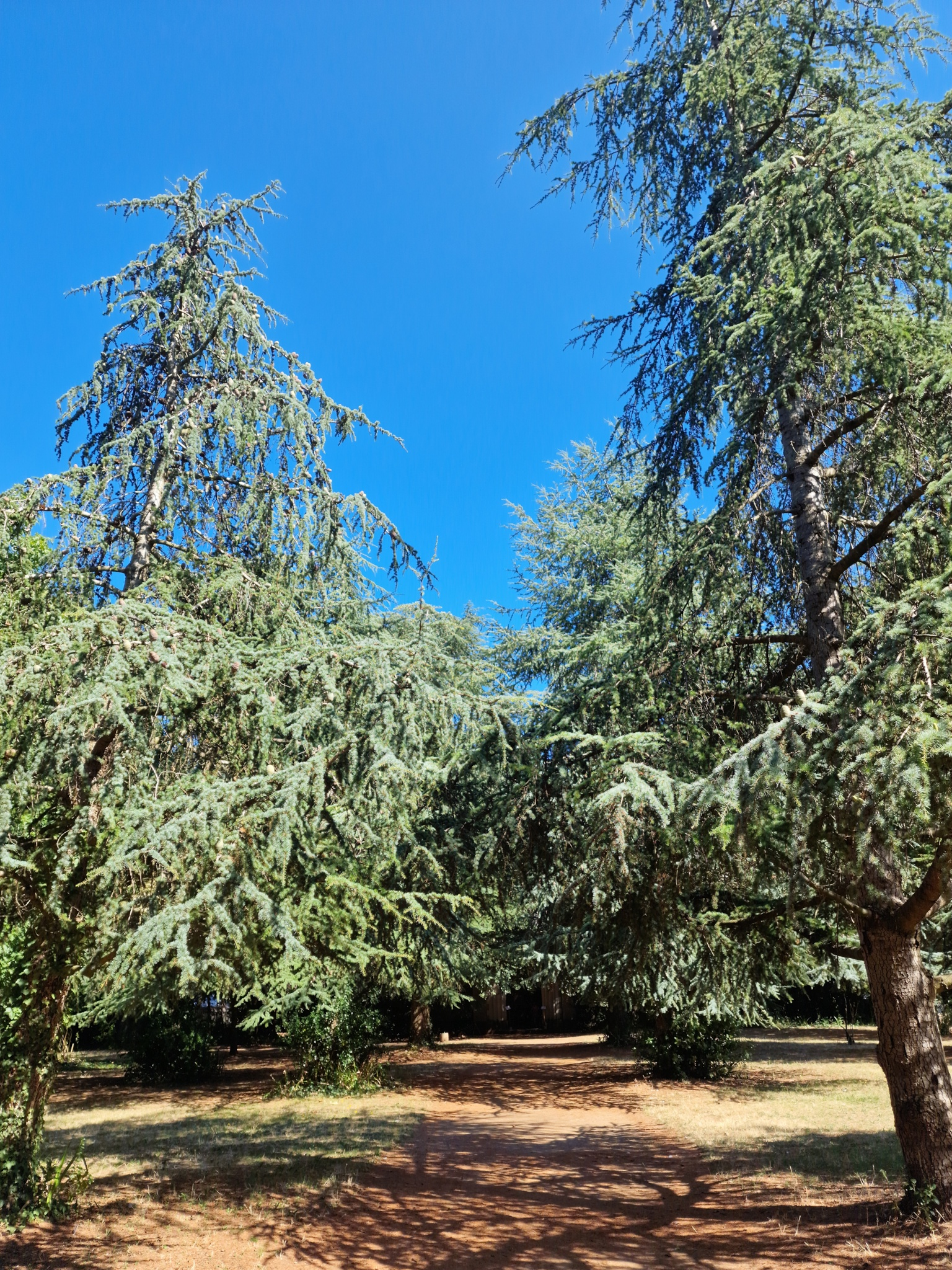
Allée composée de cèdres du Liban.

À l'extérieur, la rotonde est creusée de seize niches qui devaient recevoir, entre autres, les statues des douze apôtres. Sept seulement sont garnies, dont celle au-dessus du fronton de la porte d'entrée, contenant la statue de Pierre l'Ermite.

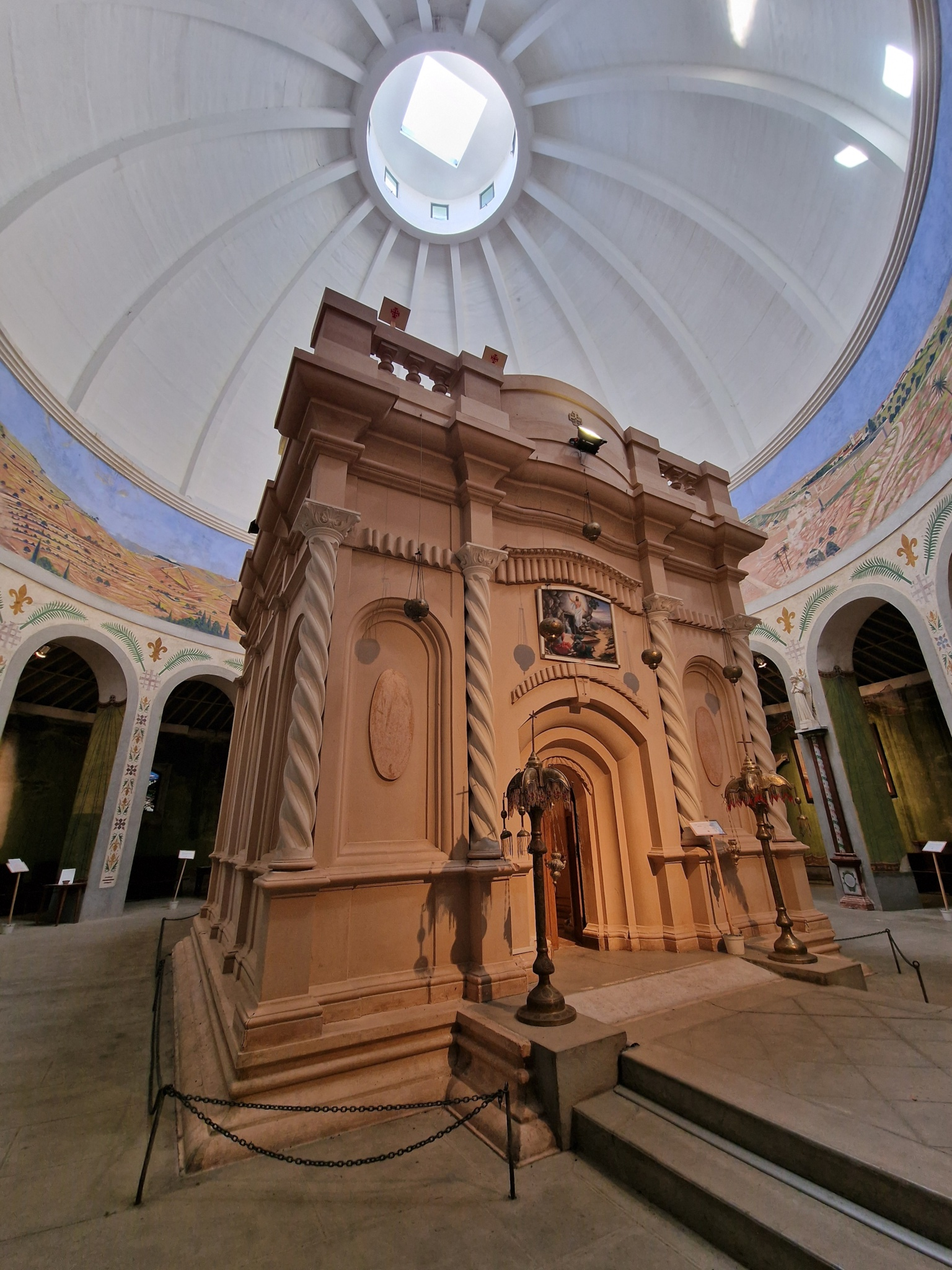
Édicule à l'intérieur du Saint Sépulcre

Sous la coupole s'élève l'édicule qui renferme le tombeau du Christ. Il est absolument semblable à celui de Jérusalem par son aspect et ses dimensions : 8,25 mètres de long, 5 mètres de large et 5 mètres de haut. Ses parois latérales, ornées de seize pilastres, supportent une petite terrasse à balustrade en colonnettes, surmontée d'une sorte de dôme écrasé, en forme de couronne. Tout comme son modèle, cet édicule se divise en deux chambres qui communiquent par une porte très basse (1,33 mètre).

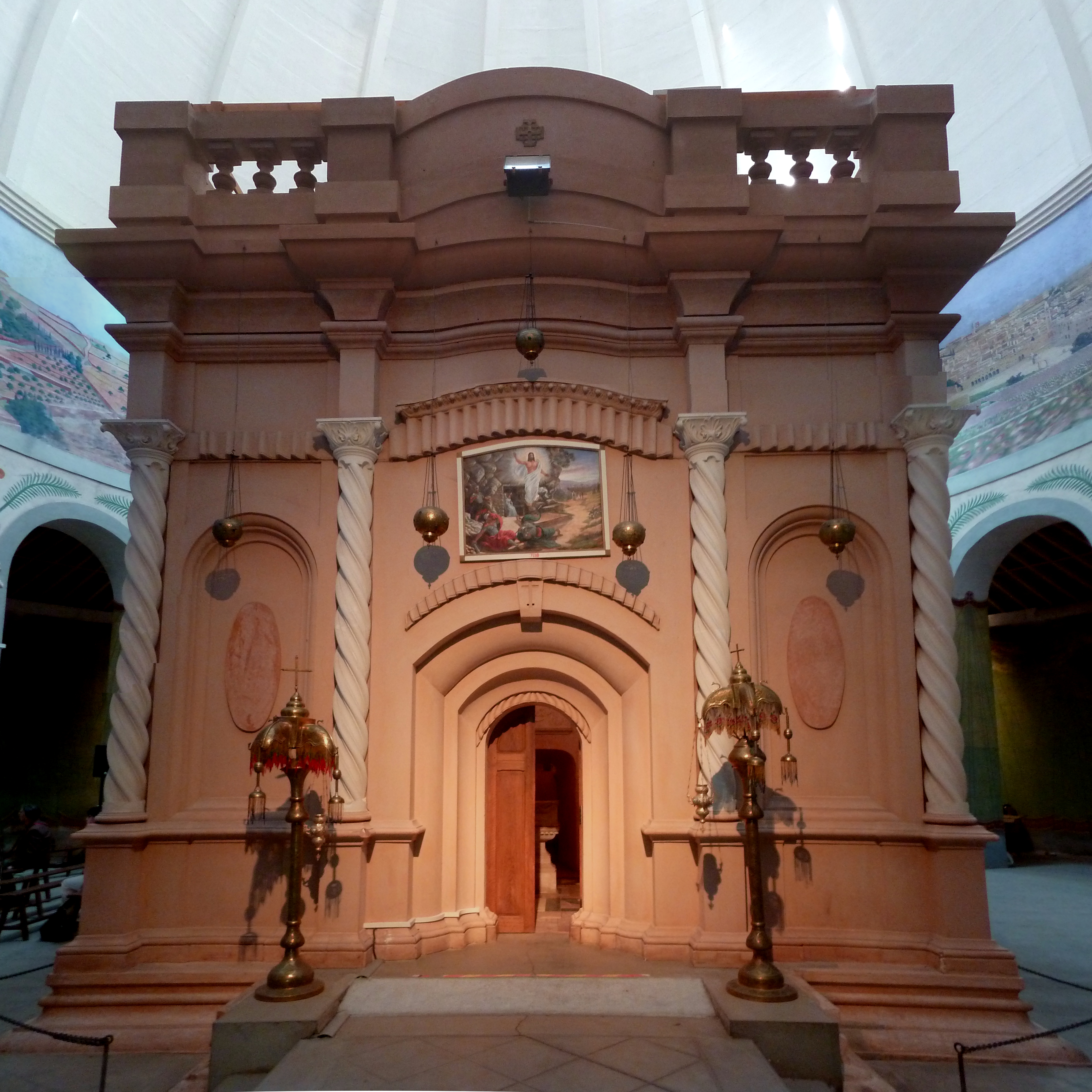
Édicule à l'intérieur du mémorial.

## Les deux chambres

### La chapelle de l'Ange
La première, appelée « chapelle de l'Ange », mesure 3,45 mètres sur 2,90 mètres. En son centre se dresse une petite stèle de marbre, réplique de celle qui, à Jérusalem, abrite un fragment de la meule qui fermait le tombeau. À droite et à gauche, on voit les deux ouvertures cylindriques par lesquelles les religieux de culte grec et de culte arménien présentent le feu nouveau à leurs fidèles respectifs au jour de leur Samedi saint. Cette chambre est ornée de douze petites colonnes blanches et les dessins du pavé de marbre reproduisent ceux de l'original. C'est dans ce lieu que selon la tradition chrétienne établie au IVe siècle après la conversion de Constantin, au matin de Pâques l'ange aurait dit aux trois Marie : « Ne vous effrayez pas. C'est Jésus le Nazarénien que vous cherchez, le Crucifié : il est ressuscité, il n'est pas ici. Voici le lieu où on l'avait mis ».

### La deuxième chambre

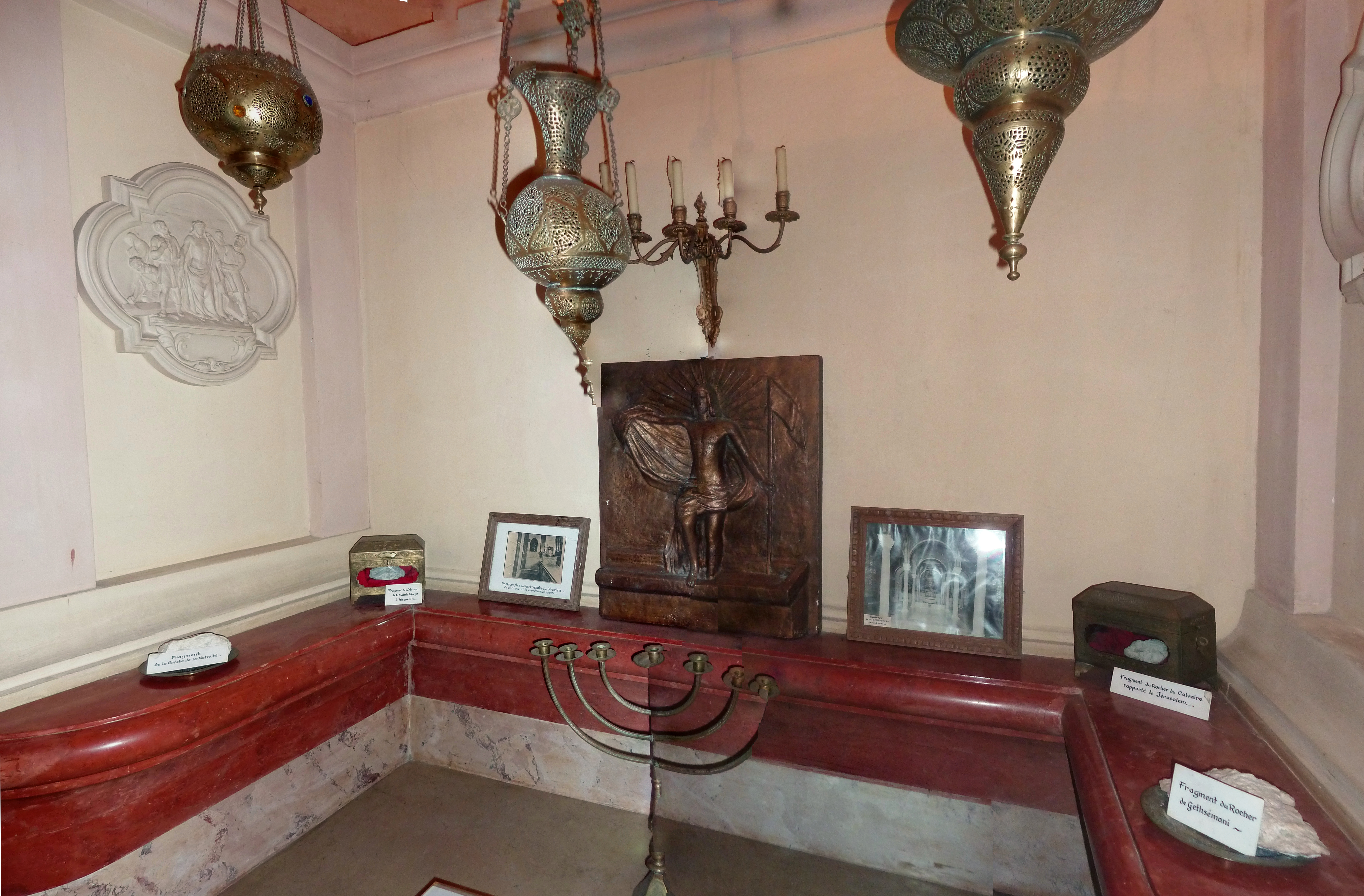
La deuxième chambre.

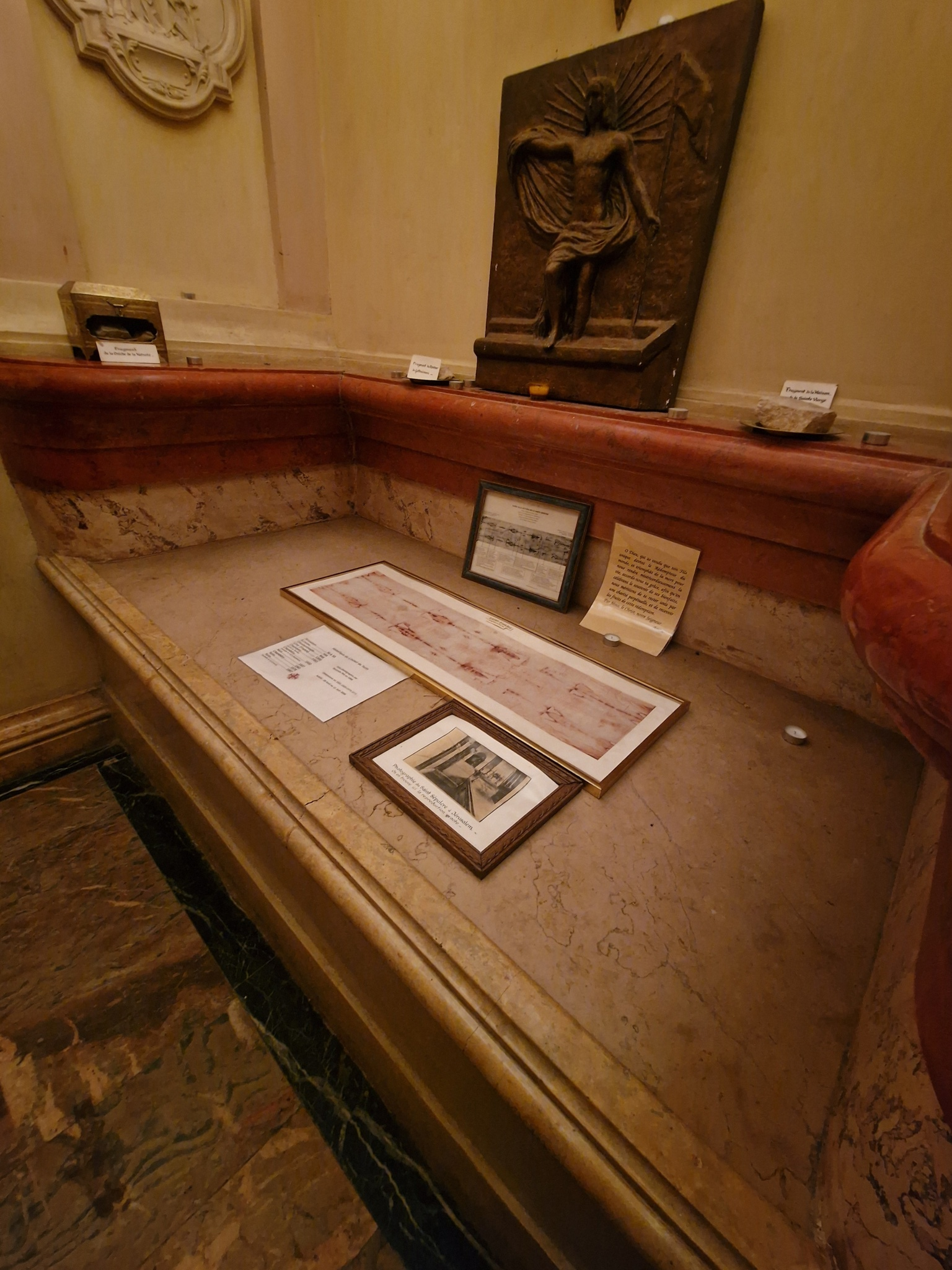
La seconde chambre qui constitue le Saint Sépulcre.

La deuxième chambre représente le Saint-Sépulcre proprement dit. Elle mesure 2 mètres sur 1,95 mètre. À Jérusalem, la couche funèbre, dans le rocher, est recouverte d'une dalle de marbre blanc posée à 60 cm au-dessus du pavé. La même disposition a été rigoureusement observée ici. De plus, la dalle du tombeau a été polie par les chrétiens de la Ville Sainte : en marbre, elle a 12 cm d'épaisseur et pèse 600 kg. Une photographie du Suaire de Turin est posée sur la dalle. Les lampes et menorahs de cuivre viennent également de Palestine. Plusieurs fragments de roches, rapportés des Lieux Saints, sont disposés sur les banquettes en marbre : rocher « de la crèche de la Nativité », « de la maison de la Vierge à Nazareth », « du calvaire de Jérusalem » et « du rocher de Gethsemani ». Comme à Jérusalem, la voûte de chaque chambre est percée d'un orifice destiné à l'évacuation de la fumée des lampes, des cierges et de l'encens.

## La chapelle: chœur des Grecs de la basilique de Jérusalem

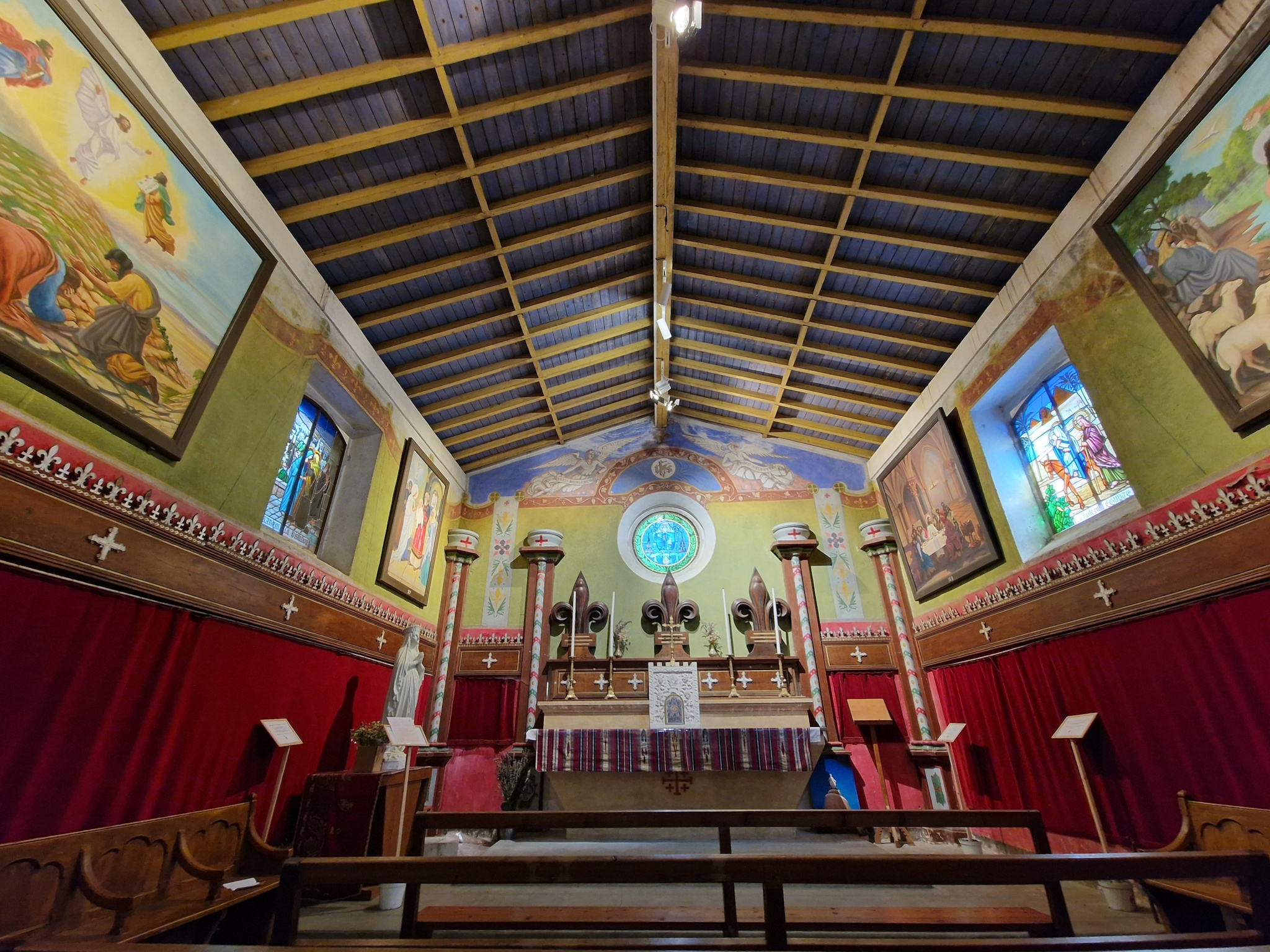
La chapelle : chœur des Grecs de la basilique de Jérusalem.

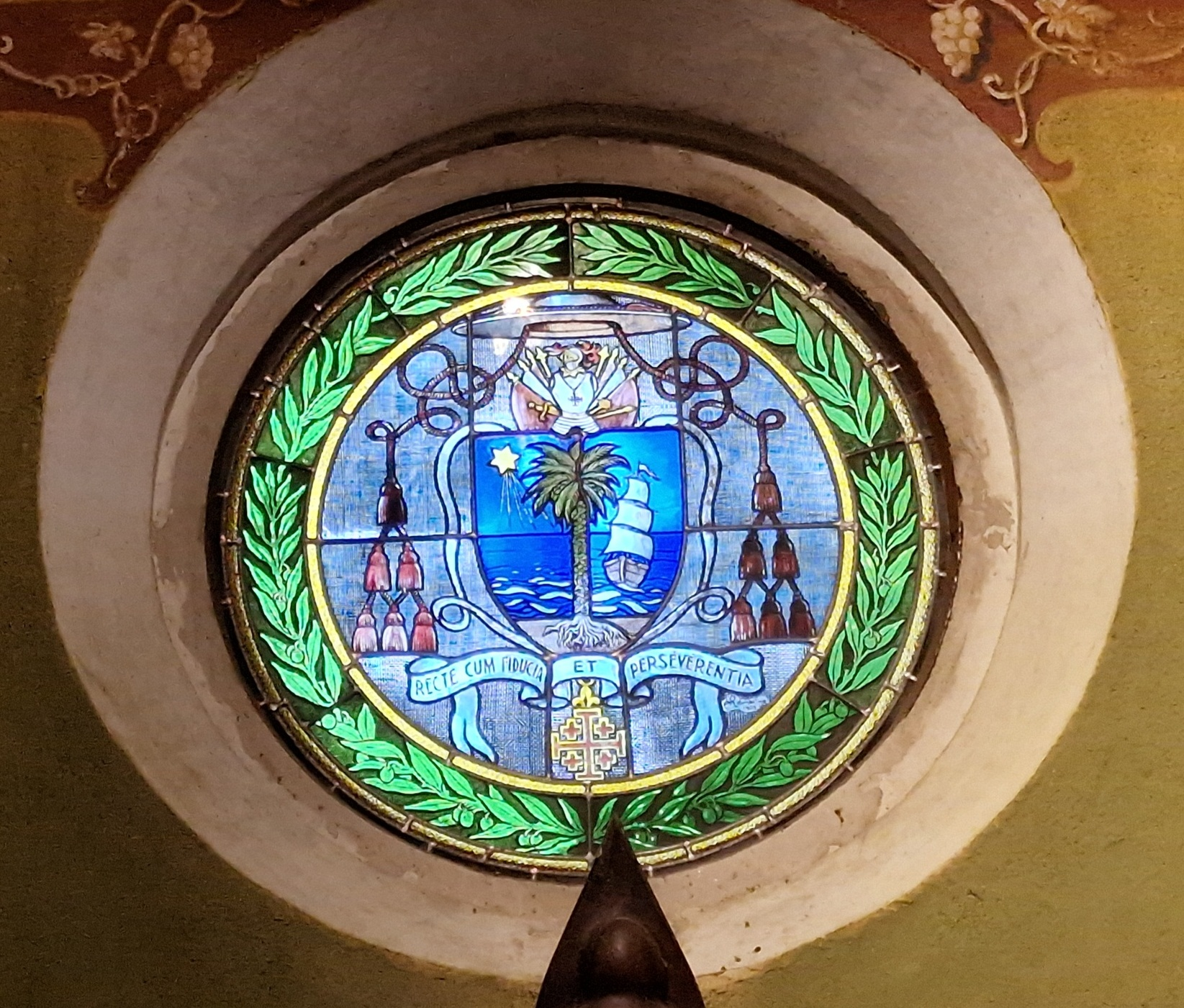
Vitrail avec la devise de Mgr Potard, au-dessus du chevet, derrière le chœur de la chapelle "Recte cum fiducia et perseverentia" : en avant, droit, avec confiance et espérance.

Face à l'édicule s'ouvre une chapelle qui correspond au chœur des Grecs de la basilique de Jérusalem. Sur ses murs court un lambris orné d'une dentelle et d'un chemin de croix en nacre, œuvre des chrétiens de Bethléem. La pierre d'autel vient de la Ville Sainte et a servi à célébrer la messe sur le Saint-Sépulcre même, le jour de Pâques. Au-dessus de cette chapelle est placée une cloche provenant du Mont Thabor que l'on sonnait à l'arrivée des pèlerins.

## Le panorama de Jérusalem
Tout autour de la coupole se déroule le panorama de Jérusalem et de ses environs. Du sud au nord et de l'est à l'ouest, trente et un sites remarquables sont ainsi représentés.
L'ensemble est enrichi de dix vitraux et treize tableaux. Œuvres d'artistes angevins, ils permettent de découvrir les paysages de Palestine et de revivre certains épisodes de la vie de Jésus.

## La croix des pèlerins
Près du vitrail représentant la basilique du Saint-Sépulcre se dresse une grande croix. Elle fut portée trente trois fois par les pèlerins de Monseigneur Potard. Trois statues l'entourent : la Vierge Marie, saint Jean et sainte Marie-Madeleine.

## Animation culturelle àPâques
Depuis 2006, une animation culturelle propose aux visiteurs de découvrir le Saint-Sépulcre d'Angers. Ces journées proposées pendant le week-end pascal permettent de mettre en valeur ce monument unique en Europe.
Le livret de visite, qui est aussi un guide pour un parcours spirituel et géographique est consultable en ligne.

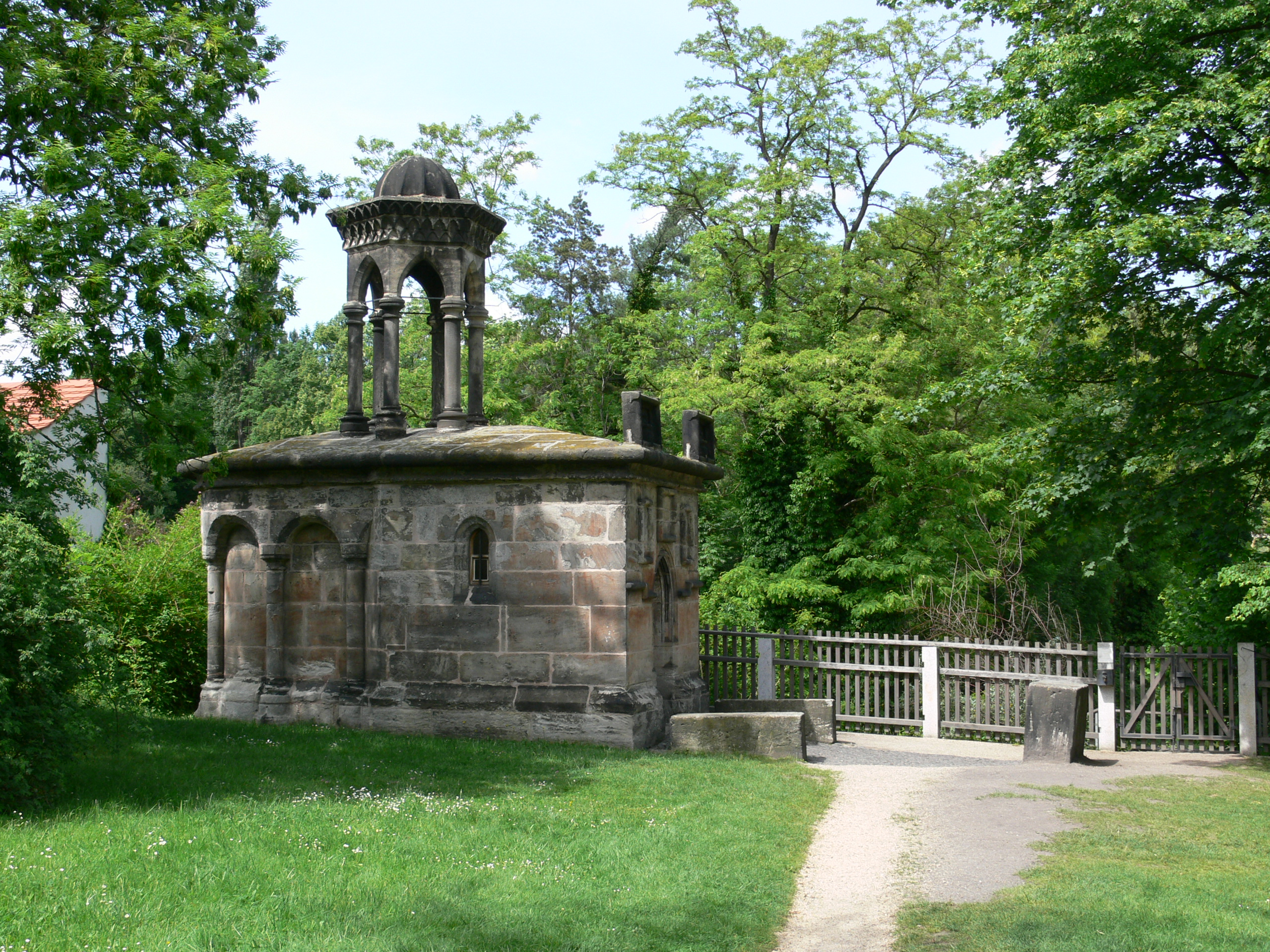
Réplique du Saint-Sépulcre à Görlitz, en Allemagne.